# Târgu de Floci

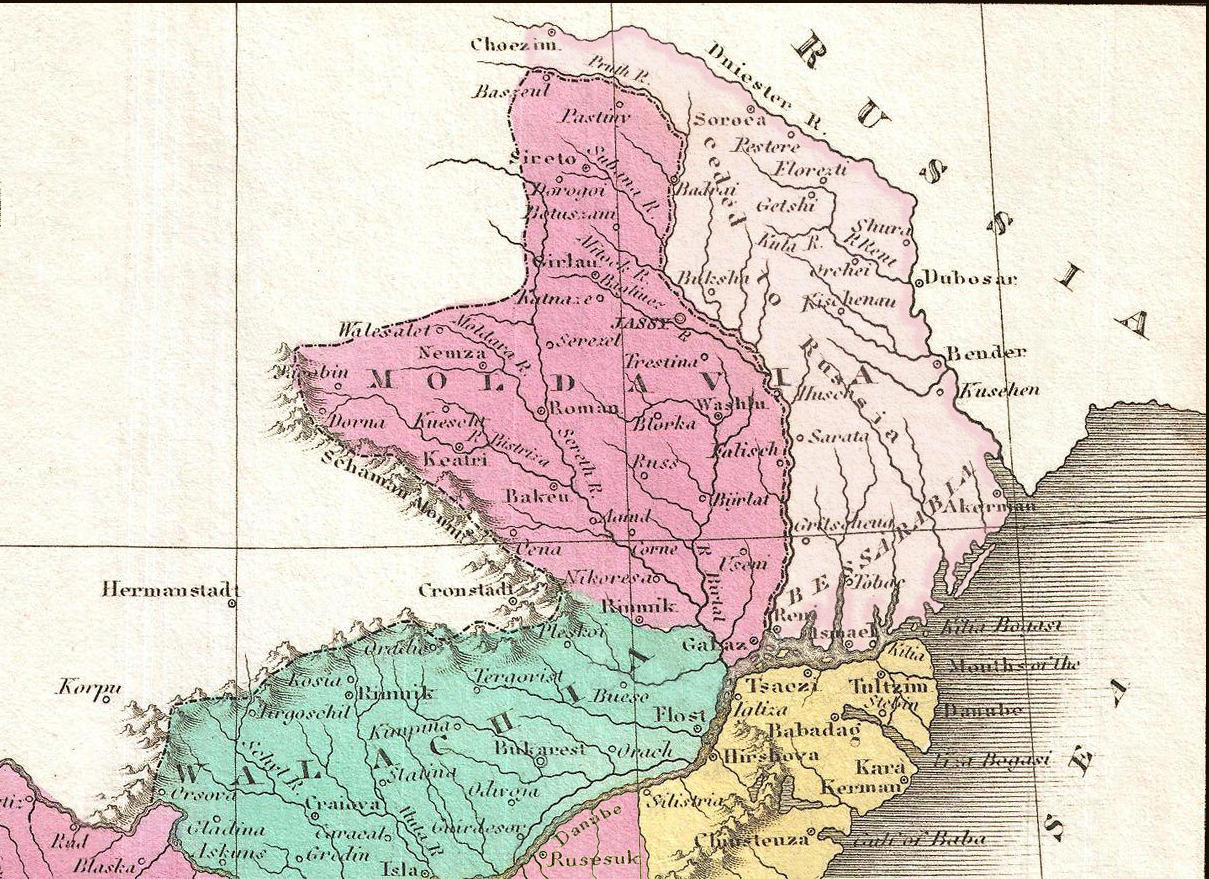
Extras dintr-o hartă americană a Peninsulei Balcanice din 1827 în care Orașul de Floci apare sub denumirea de "Flost"

Floci (alternativ: Orașul de Floci, Târgul de Floci sau Cetatea de Floci) este un oraș dispărut din Țara Românească. Cuvântul floci (de la floccus, în limba latină) denumea pe atunci lâna proaspăt tăiată, încă neprelucrată, care se comercializa în evul mediu prin acel punct de vamă. Etimologia latină se regăsește la cuvintele fulgi, flotaci (fulgi mari), a flocăi (a smulge) și flocată (așternut de lână).

## Așezare geografică
Târgul era situat la vărsarea râului Ialomița în Dunăre, pe un curs vechi al râului, acum secat (Ialomița Veche, albie azi vizibilă în teren) și este atestat în prima parte a secolului XV, dar probabil exista ca loc de schimb din secolul anterior.

## Istoric
Prima atestare documentară apare în porunca adresată de domnitorul Dan al II-lea, în 1431, tuturor târgurilor și vămilor din țară, prin care se reînnoiește privilegiul comercial acordat de Mircea cel Bătrân brașovenilor; dar mulți autori consideră că orașul se ridicase în timpul lui Nicolae Alexandru (1352-1364). Un document din 1534 (27 decembrie) îl asociază, pentru prima dată, cu numele generic de „oraș" - Orașul de Floci.
A fost un important centru comercial din Țara Românească din secolul XV.
Lângă oraș, postelnicul Hranite Blagodescul, membru al familiei de origine albaneză a Blagodeștilor, a ridicat în jurul anilor 1640 - 1650 mănăstirea Flămânda, ce a fost apoi închinată la mănăstirea Ivir de la Muntele Athos. Orașul a decăzut din cauza războaielor duse în zonă în secolul al XVIII-lea, dar și din cauza schimbării parțiale a cursului Dunării. În locul orașului, s-a format comuna Piua-Petrii, dispărută și ea în urma inundațiilor în prima parte a sec. XX. Cea mai apropiată localitate de ruinele orașului este Giurgeni. În anii 70 - 90 ai secolului trecut, la Floci s-au desfășurat mai multe campanii de săpături arheologice ce au scos la iveală numeroase urme ale vechiului centru urban: trei biserici și trei necropole, locuințe, ceramică etc.

## Personalități
În acest oraș s-a născut Mihai Viteazul (1558-1601).

## Situația prezentă
Este singurul oraș medieval din România peste care nu s-a suprapus  nicio așezare modernă. Această situație de excepție face ca întreaga suprafață de 80 ha să poată fi cercetată arheologic și să facă posibilă reconstituirea unei organizări de tip urban. Situl se află la 5 km de Comuna Giurgeni, Ialomița, în apropierea locului unde râul Ialomița se varsă în Dunăre. Săpăturile arheologice efectuate de-a lungul a 35 de ani au evidențiat patru biserici, trei necropole, peste 200 de locuințe, ateliere și portul.